# Marseille–Lyon
Marseille–Lyon war ein französischer Straßenradsportwettbewerb, der als Eintagesrennen für Berufsfahrer veranstaltet wurde.
Das Rennen wurde 1911 begründet und fand bis 1939 statt. Es hatte 25 Ausgaben. Die Strecke führte vom südfranzösischen Marseille nach Lyon.

## Palmarès
- 1911  Jules Manina
- 1912  Gabriel Julien
- 1913  Marius Matheron
- 1914  René Guenot
- 1915–1918 nicht ausgetragen
- 1919  Gustave Ganay
- 1920  Louis Engel
- 1921  José Pelletier
- 1922  José Pelletier
- 1923  Maxime Reynaud
- 1924  Jean Hillarion
- 1925  Joseph Curtel
- 1926  Pierre Bachellerie
- 1927  Maurice Geldhof
- 1928  Marcel Bidot
- 1929  Léon Chené
- 1930  Émile Joly
- 1931  Max Bulla
- 1932  Herbert Sieronski
- 1933  Romain Gijssels
- 1934  Lucien Weiss
- 1935  Aldo Bertocco
- 1936  Joseph Soffietti
- 1937  Frans Bonduel
- 1938  Pierre Cloarec
- 1939  Pierre Cloarec